# Melanargia bisoculata
Melanargia bisoculata är en fjärilsart som beskrevs av Hermann Stauder 1924. Melanargia bisoculata ingår i släktet Melanargia och familjen praktfjärilar. Inga underarter finns listade i Catalogue of Life.